# Resolución 216 del Consejo de Seguridad de las Naciones Unidas
La Resolución 216 del Consejo de Seguridad de las Naciones Unidas fue adoptada por el Consejo de Seguridad de las Naciones Unidas el 12 de noviembre de 1965, el día después la Declaración Unilateral de Independencia de la Dependencia Británica de Rodesia del Sur del Imperio Británico como el estado de Rodesia. La votación fue de diez a ninguno, con un miembro, Francia, absteniéndose. 
En los dos párrafos operativos de la resolución, el Consejo de Seguridad:
1. Condenó la declaración unilateral de independencia "realizada por una minoría racista" en Rodesia del Sur.
2. Exhortó a todos los estados a rechazar el reconocimiento del "régimen minoritario racista ilegal" en Rodesia del Sur y a abstenerse de prestarle asistencia.[1]

La Resolución 216 fue seguida el 20 de noviembre por la Resolución 217 del Consejo de Seguridad de las Naciones Unidas, en la que el Consejo de Seguridad profundizó en su condena al gobierno de la DUI y propuso los pasos a seguir para abordar la crisis.